# KAMRA-Implantat
Das KAMRA-Implantat, auch KAMRA-Inlay genannt, ist ein augenheilkundliches Hilfsmittel zur operativen Korrektur der Alterssichtigkeit (Presbyopie). Es wird nur an einem Auge angewendet und besteht aus einer kreisrunden, 5-10µ dünnen schwarzen Kunststofflinse mit einem Durchmesser von 3,2-3,8 Millimetern und einer zentralen Öffnung von 1,6-1,8 Millimetern Durchmesser. Das Implantat wird unter die Hornhaut, zentral über der Pupille platziert und wirkt wie eine Lochblende zur Erhöhung der Schärfentiefe. Das Ziel seiner Anwendung, optische Medien wie Brillen oder Kontaktlinsen als Korrektur für eine Alterssichtigkeit vollständig zu ersetzen, wird bisher nicht erreicht. Das Inlay ist seit 2009 klinisch verfügbar und wird seitdem von verschiedensten Seiten wissenschaftlich begleitet. Langzeitstudien über Nutzen, Risiken und Nebenwirkungen liegen noch nicht vor. Kurzzeitstudien bescheinigen eine Verbesserung der Nahsehschärfe in mittleren Bereichen, was jedoch zu anderen funktionellen Einbußen führt.

## Verfahren und Wirkungsweise
Die Implantation des KAMRA-Inlays erfolgt ambulant unter lokaler Betäubung und dauert etwa 10-20 Minuten. Mit einem sogenannten Femtosekundenlaser wird in der Hornhaut des nicht dominanten Auges eine Tasche erzeugt, in die der Operateur das Implantat einbringt und über der Pupille ausrichtet. Der Eingriff kommt vorzugsweise für Personen jenseits der 50 in Frage, die keine weitere Fehlsichtigkeit aufweisen, also emmetrop sind. Gleichwohl kann das Implantat auch bei ametropen, also fehlsichtigen Personen unter Durchführung einer gleichzeitigen Femto Lasik erfolgen.
Die Wirkungsweise basiert auf dem Prinzip der stenopäischen Lücke. Hierbei werden störende Randstrahlen eliminiert und so die Schärfentiefe erhöht. Das Ergebnis ist eine deutliche Zunahme der Lesefähigkeit im mittleren Nahbereich ohne weiteres Hilfsmittel. In Einzelfällen und allgemein für eine längere Lesedauer ist ein vollständiger Verzicht auf eine Lesebrille in der Regel jedoch nicht möglich. Zudem wird durch das Verfahren einer einseitigen Verwendung eine sogenannte Monovision herbeigeführt, bei der lediglich das behandelte Auge in der Nähe und das andere in der Ferne sehen kann.
Für die verbindliche Festlegung konkreter Anwendungsbereiche ist die bisherige Datenlage noch nicht ausreichend. Als Grenzbereich wird die Presbyopie bei Emmetropen, ansonsten bei Ametropen mit einer zusätzlichen Behandlung mit Femto-LASIK angegeben. Nach bisherigem Erkenntnisstand gilt das Verfahren als einfach durchzuführen und hoch reversibel. Bei Beschwerden, Komplikationen oder Unverträglichkeit kann das Implantat jederzeit wieder mit geringem Aufwand entfernt werden.
Eine sinnvolle Nutzung ohne weitere Brillenkorrektur wird bei einer mittleren Entfernung bis zu einer minimalen Nahdistanz von 50 cm gesehen und betrifft allgemein den sogenannten Alltagsbereich, wie das Lesen der Armbanduhr oder Preisschilder, kurze Textabschnitte in der Zeitung usw. Bei längerer Lesedauer, ausgeprägter Bildschirmtätigkeit oder gar Betätigung von Maschinen wird die Notwendigkeit einer zusätzlichen Lese- oder Nahbrille eingeräumt.

## Risiken, Neben- und Wechselwirkungen
Patienten mit chronisch fortschreitenden Hornhauterkrankungen wie Keratokonus, Netzhauterkrankungen wie altersbedingter Makuladegeneration oder nur einem normal sehenden Auge sind für den Einsatz des KAMRA-Implantats ebenso wenig geeignet wie Personen unter 18 Jahren, solche mit symptomatischer Katarakt oder einem Glaukom mit ausgeprägten Gesichtsfeldschädigungen.
Als unerwünschte Nebenwirkung kann es im Dunkeln zur Wahrnehmung schwacher Lichthöfe (Halos) um Lichtquellen und zu herabgesetztem Dämmerungssehen kommen. Es können Probleme in Form trockener Augen auftreten, was die Behandlung mit Tränenersatzmitteln erforderlich macht. Dadurch kann auch vorübergehend der Visus auf dem behandelten Auge noch unter die präoperative Sehschärfe sinken. Zudem kann die Veränderung der optischen Verhältnisse, wie sie bei einer Alterssichtigkeit normal ist, zur Notwendigkeit einer Revision führen, bei der das Implantat wieder entfernt werden muss.
Es besteht die Möglichkeit, dass Patienten mit dem behandelten Auge etwas dunkler sehen als auf dem Auge ohne KAMRA-Implantat. Weiter werden Hornhauttrübungen, massive Narbenbildung, Infektionen und signifikante Sehverschlechterung auf Grund von Einschmelzungen der Hornhaut als extreme, jedoch seltene Nebenwirkungen angegeben. Des Weiteren wurden in einer Untersuchungsreihe an 17 Patienten zentrale und periphere korneale Eisenablagerung
nach Kamra-Implantationen festgestellt, die jedoch keinen nachweisbaren Einfluss auf die Sehschärfe gehabt hätten. Eine weitere mögliche Beeinträchtigung ist kosmetischer Natur und betrifft die deutliche Sichtbarkeit des Implantats unter der Hornhaut.
Ein bisher wenig betrachteter Aspekt ist die massive Auswirkung auf das binokulare Sehen und das Fehlen von räumlicher Wahrnehmung durch die durch das Implantat herbeigeführte Monovision. Gerade in der Nähe wird jedoch eine hochwertige Stereopsis benötigt, so dass das KAMRA-Implantat mit dem relativen Vorteil einer verbesserten monokularen Sehschärfe im mittleren Nahbereich einen vollständigen Verlust des räumlichen Sehens verursachen kann, der bspw. einem konzentrierten Arbeiten in der Nähe oder hohen visuellen Belastungen an einem Bildschirmarbeitsplatz entgegensteht. Zumindest ist die Erfüllung der gesetzlichen Vorschriften der Bildschirmarbeitsverordnung damit in Frage gestellt.

## Kosten
Auch wenn das Augenimplantat seit 2009 in Deutschland zugelassen ist, werden die Kosten für den Eingriff weder von den Krankenkassen noch den privaten Krankenversicherungen übernommen. Dies betrifft auch die Vor- und Nachsorgeuntersuchungen, die im Zusammenhang mit der Operation durchzuführen sind. Sie betragen in Deutschland bei einer reinen Implantation des KAMRA-Inlays und nach Abrechnung analog der Gebührenordnung für Ärzte (GOÄ) etwa zwischen 3.600 und 3.900 Euro (Stand 08/2013). Bei einer gleichzeitigen operativen Korrektur einer Weit- oder Kurzsichtigkeit mittels Femto-LASIK kommen weitere Kosten hinzu.